# Lost in Space – Elveszve az űrben (film)
A Lost in Space – Elveszve az űrben (eredeti cím: Lost in Space) 1998-ban bemutatott tudományos-fantasztikus film; az azonos című sorozat alapján készült. Londonban és Sheppetonban forgatták, a New Line Cinema gyártotta.

## Történet
2058-ban a Föld a végső összeomlás előtt áll, ezért az emberiség új lakható bolygók után kutat. Ennek eredményeképpen jön létre a Jupiter-küldetés John Robinson professzor irányításával. A küldetés egyik célja, hogy eljuttassanak egy családot a legközelebbi lakható bolygóra, az Alpha Prime-ra, és előkészítsék a bolygó betelepítését. A hiperkapu megépítése is az egyik feladatuk. Egy, az ellenállók által végrehajtott támadás során megölik a Jupiter II eredeti pilótáját. Utódja Don West őrnagy lesz.

## Szereplők
| Karakter                    | Színész        | Magyar hang     | Leírás |
| --------------------------- | -------------- | --------------- | --- |
| John Robinson professzor    | William Hurt   | Rosta Sándor    | A Jupiter-küldetés vezetője. Csak úgy fogadta el az állást, hogy a családja is vele mehet, mivel a munkája miatt sokszor távol volt tőlük. |
| Maureen Robinson professzor | Mimi Rogers    | Kovács Nóra     | John Robinson felesége. |
| Dr. Judy Robinson           | Heather Graham | Solecki Janka   | Robinsonék legidősebb lánya. Ő felügyeli a kriogén rendszereket három évi fejlesztés után. |
| Penny Robinson              | Lacey Chabert  | Mezei Kitty     | Judy húga. Az egyetlen a családból, aki nem szeretett volna elmenni a küldetésre, mivel barátait ott kellett hagynia. Videónaplót vezet a küldetésről. A küldetés során barátságot köt egy földönkívüli majommal, Blarppal. |
| Will Robinson               | Jack Johnson   | Czető Roland    | A Robinson család legfiatalabb tagja. Ifjú zseni, aki saját időutazási elmélettel rendelkezik. Elmélete megerősítése érdekében az iskola áramrendszerét megcsapolja, és ezzel némi kavarodást okoz. A küldetés alatt egy robot a legjobb barátja, és a Jupiter hipermeghajtójából egy időutazó gépet épít.                                                                                              |
| Don West őrnagy             | Matt LeBlanc   | Welker Gábor    | A Jupiter II pilótája. Jobban szereti a katonai megoldásokat, ezért többször összetűzésbe kerül Robinson professzorral. |
| Dr. Zachary Smith           | Gary Oldman    | Szakácsi Sándor | Az ellenállók lefizetik, hogy szabotálja a küldetést. A küldetés során Will Robinson apapótlékaként is fungál. |
| Robothang (hangja)          | Dick Tufeld    | Földi Tamás     | A Jupiter II robotja. Eredeti célja, hogy karbantartsa a Jupiter II-t, és hogy óvja a Robinson családot. Smith doktor átprogramozza, hogy ennek pont az ellenkezőjét tegye. A küldetés során eredeti teste megsemmisül, de Will megmenti az „elméjét”. Később új testbe kerül. Hogy abban működőképes legyen, Will kibővíti saját elméje szerkezetével. Legismertebb mondata: „Veszély, Will Robinson”. |
| Blarp hangja                | Gary A. Hecker |                 | Blarp egy majomra emlékeztető külsejű földönkívüli. A Robinsonék a jövőből jött hajó felderítőútjuk során találkoznak vele. Különösen Penny nagyon sokat foglalkozik vele. |
| Idősebb Will Robinson       | Jared Harris   | Bicskey Lukács  | Időutazással próbálja megváltoztatni a történéseket. Smith doktor a saját tervei megvalósításához próbálja kihasználni Will időgépét. |

## Háttér
- Az eredeti sorozat stábjából két szereplő kivételével mindenki kapott mellékszerepet:

Mark Goddard, az eredeti Don West őrnagy, a tábornokot játszotta
June Lockhart, a sorozatban Maureen Robinson, a filmben Will Robinson iskola igazgatója
Marta Kristen és Angela Cartwright, az "eredeti" Robinson-lányok, riporterekként szerepeltek a filmben.

## Fordítás
- Ez a szócikk részben vagy egészben  a   Lost in Space című német Wikipédia-szócikk fordításán alapul.  Az eredeti cikk szerkesztőit annak laptörténete sorolja fel. Ez a jelzés csupán a megfogalmazás eredetét és a szerzői jogokat jelzi, nem szolgál a cikkben szereplő információk forrásmegjelöléseként.
- Ez a szócikk részben vagy egészben  a   Lost in Space (film) című angol Wikipédia-szócikk fordításán alapul.  Az eredeti cikk szerkesztőit annak laptörténete sorolja fel. Ez a jelzés csupán a megfogalmazás eredetét és a szerzői jogokat jelzi, nem szolgál a cikkben szereplő információk forrásmegjelöléseként.